# Pleisthenes (Pelopide)
Pleisthenes (altgriechisch Πλεισθένης Pleisthénēs) ist in der griechischen Mythologie ein Spross des fluchbeladenen Tantalidengeschlechts. Die Angaben zu seiner Abstammung variieren allerdings in den unterschiedlichen Überlieferungen.
Einerseits werden Tantalos’ Sohn Pelops und seine Frau Hippodameia als seine Eltern genannt – danach wäre er ein Bruder von Atreus und Thyestes; in anderen Quellen gilt Atreus als sein Vater. Dessen Gemahlin Kleola starb bei der Geburt des schwächlichen Pleisthenes und dieser wurde später irrtümlich ermordet: Atreus hatte Mörder ausgesandt, die seinen Namensvetter, den Sohn seines Bruders Thyestes und der Aërope, töten sollten. Thyestes sorgte dafür, dass Atreus’ eigener Sohn Pleisthenes diesem Anschlag zum Opfer fiel. Wie bei den Tantaliden üblich erfolgte der Gegenschlag: Atreus versöhnte sich zum Schein mit Thyestes, um dann dessen sämtliche Söhne umzubringen. Besonders perfide ging er bei Thyestes’ Zwillingen vor. Er tötete die beiden Säuglinge Pleisthenes den Zweiten und Tantalos den Dritten, hackte ihnen die Glieder ab, kochte sie in einem Kessel und setzte ausgewählte Stücke dem Thyestes als Willkommensmahl vor. Nachdem dieser gegessen hatte, erhielt er auf einem anderen Teller die blutigen Häupter, Hände und Füße seiner Kinder. Thyestes erbrach sich und verfluchte die Nachkommen des Atreus.
In einer weiteren Version ist Pleisthenes als Sohn des Atreus Gatte der Aërope, der Tochter des kretischen Königs Katreus, und von dieser Vater von Agamemnon und Menelaos.